# Noite do Destino
Laylat al-Qadr é uma celebração islâmica que celebra o começo da revelação do Alcorão ao profeta Muhammad (Maomé) no Monte Hira, em Meca, pelo anjo Gabriel (Jibril). A expressão significa "noite da determinação", sendo tradicionalmente traduzida como "noite do Destino". A data precisa da celebração não é definida no Alcorão, mas o costume estabeleceu a sua celebração na noite do dia 26 para o dia 27 do Ramadão, o nono mês do calendário islâmico.
Os muçulmanos procuram dedicar esta noite à prática da oração, das súplicas e da recitação completa do Alcorão. É também uma ocasião dedicada ao perdão. Tem lugar nas mesquitas e anuncia o prelúdio da celebração do Eid ul-Fitr, que marca o fim do Ramadão.
A sura 97 do Alcorão (Al-Qadr), revelada em Meca e com apenas cinco versículos, é dedicada a esta noite. Esta sura caracteriza-a da seguinte forma:
A noite do decreto é melhor do que mil meses.
Nela descem os anjos e o espírito (anjo Gabriel), com a anuência do seu Senhor, para executar todas as suas ordens.
Ela é paz até ao romper da aurora!
Como referido, a data exacta do Laylat al-Qadr não é definida pelo Alcorão. Segundo algumas intepretações, a data pode corresponder a uma das noites ímpares do dez últimos dias do mês do Ramadão (dias 21, 23, 27 ou 29).